# Blas Gallego
Blas Gallego (1940)é um pintor espanhol nascido na cidade de Barcelona, notório por seus inúmeros trabalhos em capas de jogos, revistas e quadrinhos, especialmente relacionados à arte erótica.

## Obras publicadas
Dentre as principais obras publicadas de Blas Gallego,
- The Spanking Good Tales of Dolly
- Donde Anidam los Sueños
- The Very Breast of Dolly
- Flesh & Fire Volume 2: The Blas Gallego Sketchbook
- Sword Song, Volume One: Sisterhood of Steel